# Fåret har 5 fötter
Fåret har 5 fötter (franska: Le Mouton à cinq pattes) är en fransk komedifilm från 1954 i regi av Henri Verneuil.

## Utmärkelser
Fåret har 5 fötter vann Guldleoparden vid Internationella filmfestivalen i Locarno 1954.

## Rollista i urval
- Fernandel - Édouard Saint-Forget / femlingarna
- Édouard Delmont - dr. Marius Bollène
- Louis de Funès - M. Pilate
- Noël Roquevert - Roland Brissard
- Françoise Arnoul - Marianne Durand-Perrin
- Georges Chamarat - M. Durand-Perrin
- Denise Grey - Mme. Durand-Perrin
- Andrex - sjömannen
- José Casa - polisman
- Paulette Dubost - Solange Saint-Forget
- Raphaël Patorni - Rodrigue